# Letra diacrítica
Uma letra diacrítica é aquela que não é pronunciada nos dígrafos. Nos dígrafos SC  (antes de E e I) e SÇ, a primeira letra é a diacrítica (válido no português do Brasil - em Portugal ambas as letras são pronunciadas separadamente). As letras M e N nas nasalizações são as diacríticas. Nos demais dígrafos (RR, SS, ZZ, CH, LH, NH, GU e QU) a segunda letra será a diacrítica. As letras diacríticas são:
- R, como ocorre em carro;
- S, como ocorre em assado;
- Z, como ocorre em pizza;
- H, como ocorre em chave;
- H, como ocorre em telhado;
- H, como ocorre em galinha;
- U,R, como ocorre em guerra;
- U, como ocorre em quilograma;
- M, como ocorre em campo;
- N, como ocorre em tendes;
- S, como ocorre em adolescente (no Brasil - em Portugal pronuncia-se adolech-cente);
- S, como ocorre em cresça; e
- X,S, como ocorre em excesso.